# 傑羅尼莫 (亞利桑那州)
傑羅尼莫（英語：Geronimo）是位於美國亞利桑那州葛蘭姆縣的非建制地區。該地的面積和人口皆未知。

## 地理
傑羅尼莫的座標為33°04′37″N 110°02′06″W / 33.07694°N 110.03500°W，而該地的平均海拔高度為880米（即2723英尺）。